# 特步國際

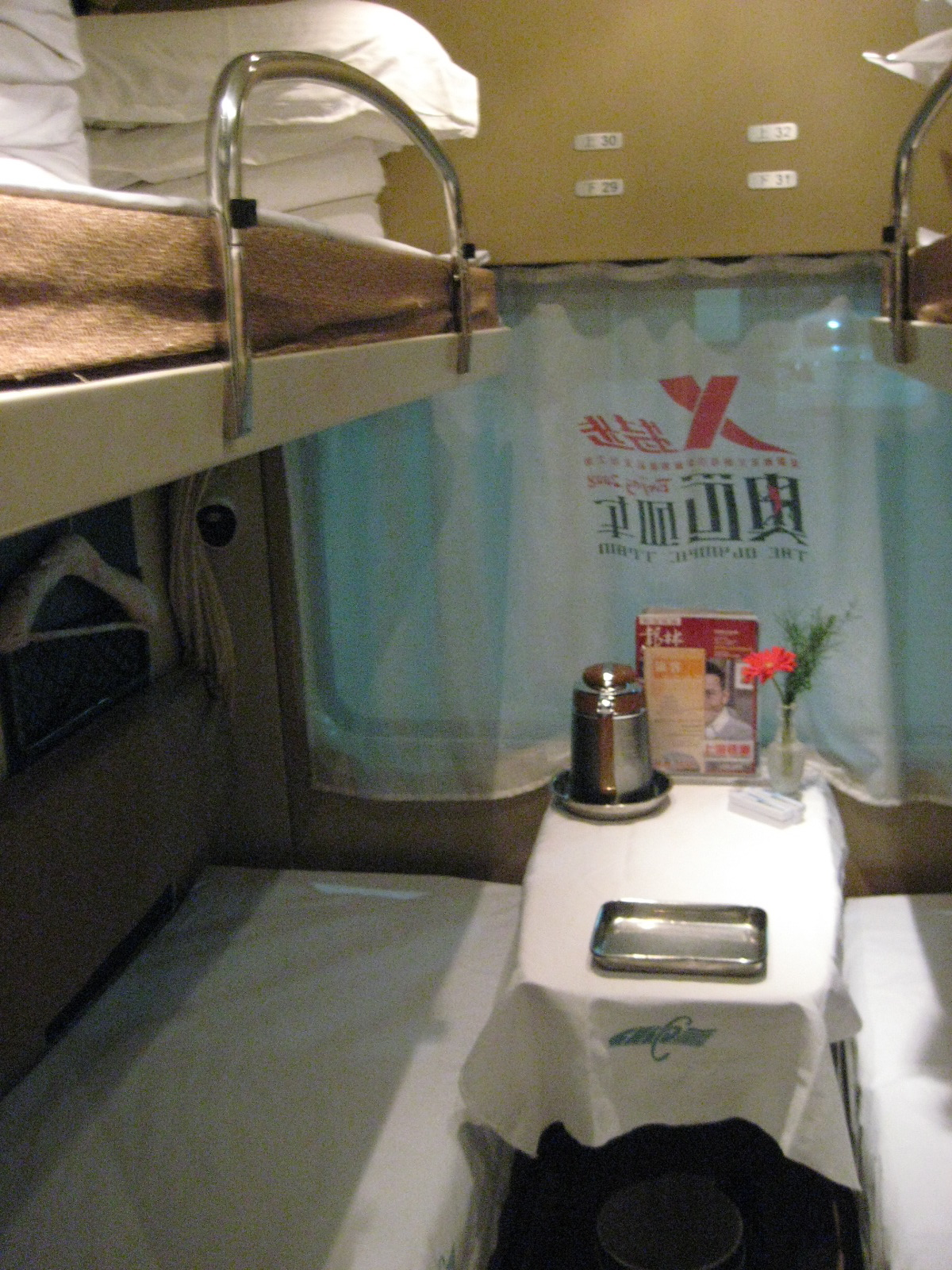
2008年特步冠名的旅客列车

特步國際控股有限公司為中国大陆的一家多品牌體育用品公司，於2008年6月3日在香港聯合交易所主板（港交所：1368）上市。特步主要從事體育用品（包括鞋履、服裝和配飾） 的設計、研發、製造、銷售、營銷及品牌管理。自2001年成立後，主品牌「特步」擁有超過6,300 間零售店的龐大分銷網絡，全面覆蓋中國31個省份、自治區和直轄市，以及海外地區。2019年，特步進一步豐富其品牌組合至涵蓋四個國際知名品牌，包括蓋世威、帕拉丁、索康尼及邁樂。特步為 MSCI中國小型股指數、恒生綜合指數系列及深港通的成分股。

## 大股東
群成投資由萬興國際控股有限公司全資擁有，而萬興國際控股有限公司則分別由丁水波的家族信託、丁美清的家族信託及丁明忠的家族信託最終擁有67%、21%及12%權益。

## 業務發展歷史
特步（前名为三兴集团）於2001年選用香港演藝巨星謝霆鋒作為品牌代言人，開創在中國內地以娛樂明星代言運動品牌的先河，產品「風火鞋」幾個月銷售120萬雙。
於2015年，特步走上專業運動品牌之路，專注於跑步領域，同时赞助多场马拉松赛事，截至2024年共赞助马拉松赛事超过1000场。自2015年至今，特步為中國內地贊助最多馬拉松賽事的體育用品品牌，先後贊助多個世界知名的國際運動圑隊、運動員、明星及綜藝節目。
特步於2019年啟動多品牌策略，於3月4日與擁有多個國際知名鞋履及服裝品牌的Wolverine World Wide Inc.訂立協議，成立合資公司，在內地、香港及澳門開展邁樂（Merrell）及 索康尼（Saucony）品牌旗下鞋履、服裝及配飾發展、營銷及分銷。
同年的8月1日，特步斥資2.6億美元（約20.3億港元）現金，完成收購K-Swiss Holdings, Inc.旗下國際知名品牌蓋世威（K-Swiss）及帕拉丁（Palladium）。
2019年8月，特步宣佈簽約知名亞裔籃球運動員林書豪，進軍籃球領域，並以產品共創的形式發佈了「籃球產品共創計劃」。

## 旗下品牌及分销业务
特步（Xtep）、盖世威（K-Swiss）、帕拉丁（Palladium）
迈乐（Merrell）、 索康尼（Saucony）: 中国大陆、中国香港、中国澳门分销

## 争议事件
2024年4月14日，何杰在北京半程马拉松比赛中奪冠，但是他的冠軍被質疑是保送的，引起爭議。三名非洲选手被指控故意放水让何杰夺冠。4月19日，北京半程马拉松组委会公布处理结果，比赛赞助商、筹办单位和赛事合作伙伴特步未对配速员进行明确标注，导致承办单位中奥路跑未向组委会报备，将4名配速员报名为特邀运动员参赛，比赛期间1名外籍配速员自行退赛。组委会决定取消何杰及三名配速员的比赛成绩，收回奖杯、奖牌和奖金。同时解除中奥路跑的比赛承办资格，取消本赛期内特步赛事合作伙伴资格。随后特步发布致歉声明，表示是相关工作人员在报名过程中失误。